# Atimia esakii
Atimia esakii är en skalbaggsart som beskrevs av Hayashi 1974. Atimia esakii ingår i släktet Atimia och familjen långhorningar.
Artens utbredningsområde är Taiwan. Inga underarter finns listade.